# 黒玉河

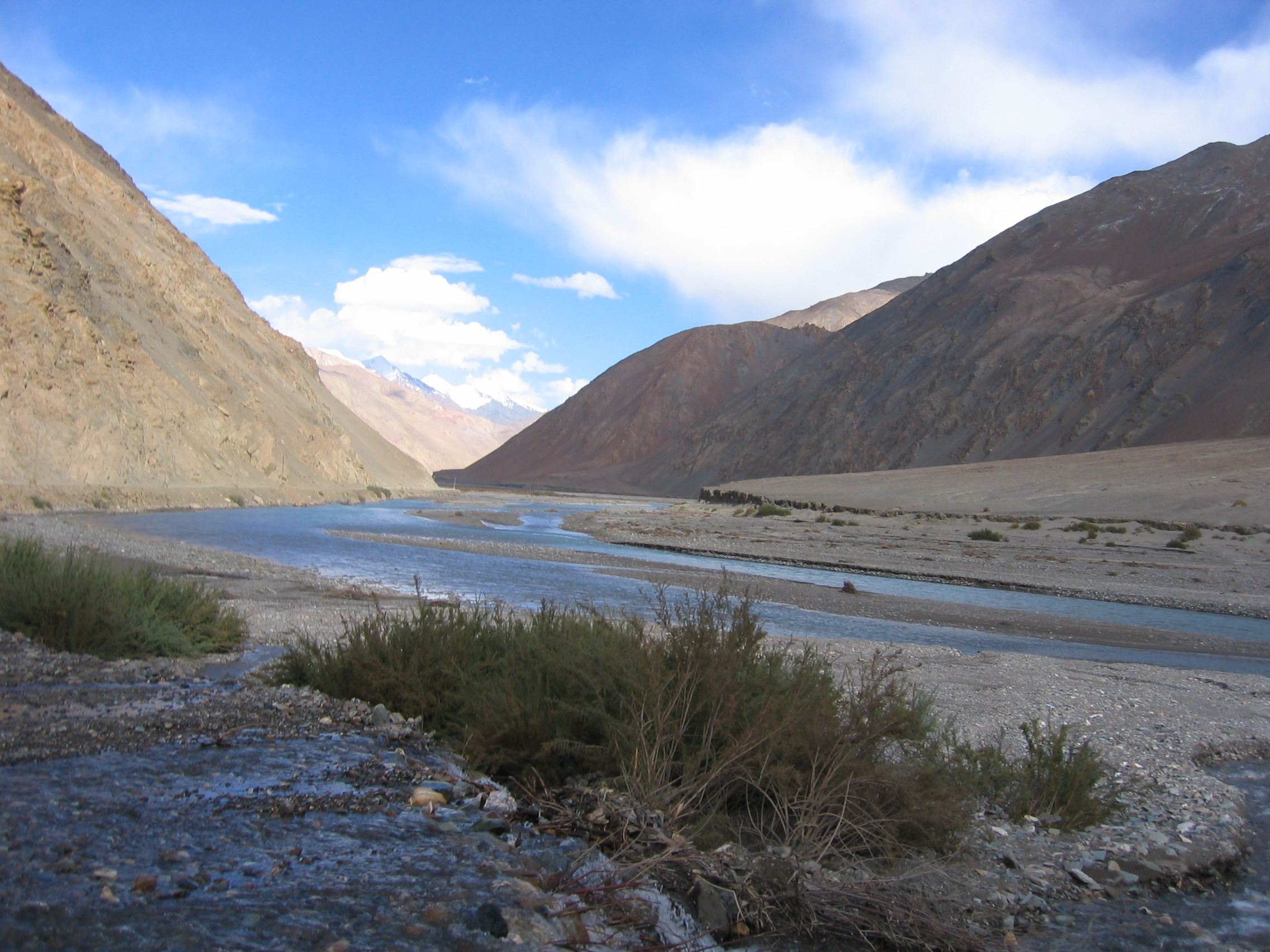
西部崑崙山脈中の黒玉河

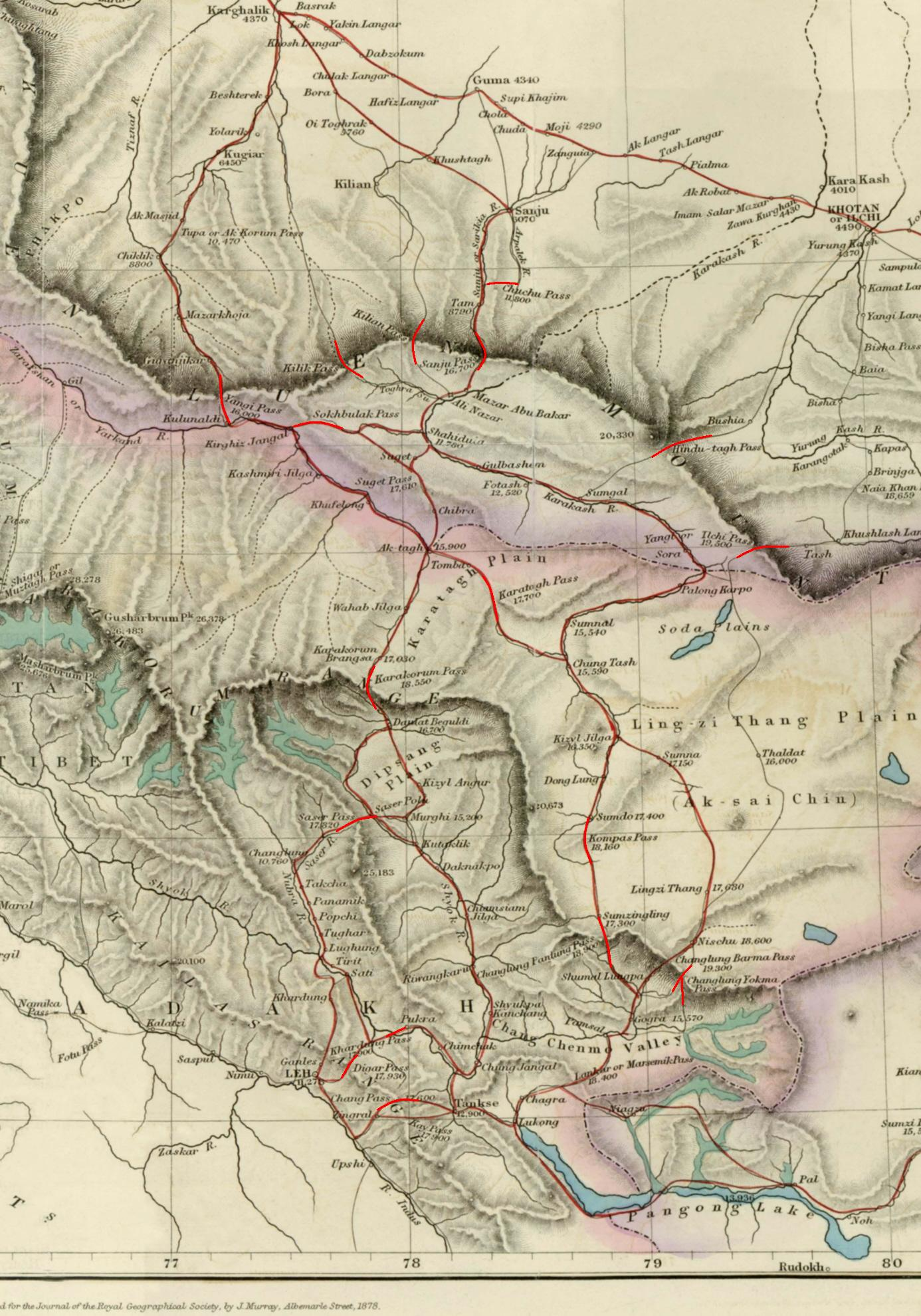
古地図（1873年）に、崑崙山脈のサンジュ峠やヒンドゥータシュ峠（Hindutagh-pass）超えでカラカシュ川へ至る道を見る。

黒玉河（こくぎょくか、Karakash River、喀拉喀什河）は、崑崙山脈中のカシュミール地方のアクサイチンから北へ流れ出て、中国新疆ウイグル自治区ホータン市の北西（北緯37度15分 東経79度41分 / 北緯37.25度 東経79.69度）を流れる川である。このあとタクラマカン砂漠中で白玉河（別名ユルンカシュ川、玉龙喀什河）と合流してホータン川となり、タリム川にそそぐ。
全長は808キロメートル。河原で黒玉も摂れるが、やはり白玉（和田玉）も摂れるのとホータン市中心部から少し遠いので、白玉河に対してこう呼ばれている。
源流はカシミールの中国実効支配地・アクサイチンで、途中「大紅柳灘」のレアメタル埋蔵地帯（北緯36度0分 東経79度12分 / 北緯36.000度 東経79.200度）を経由する。中流に添って、G219国道（葉城 - チベット・ラサ）が通っている。

## 写真集

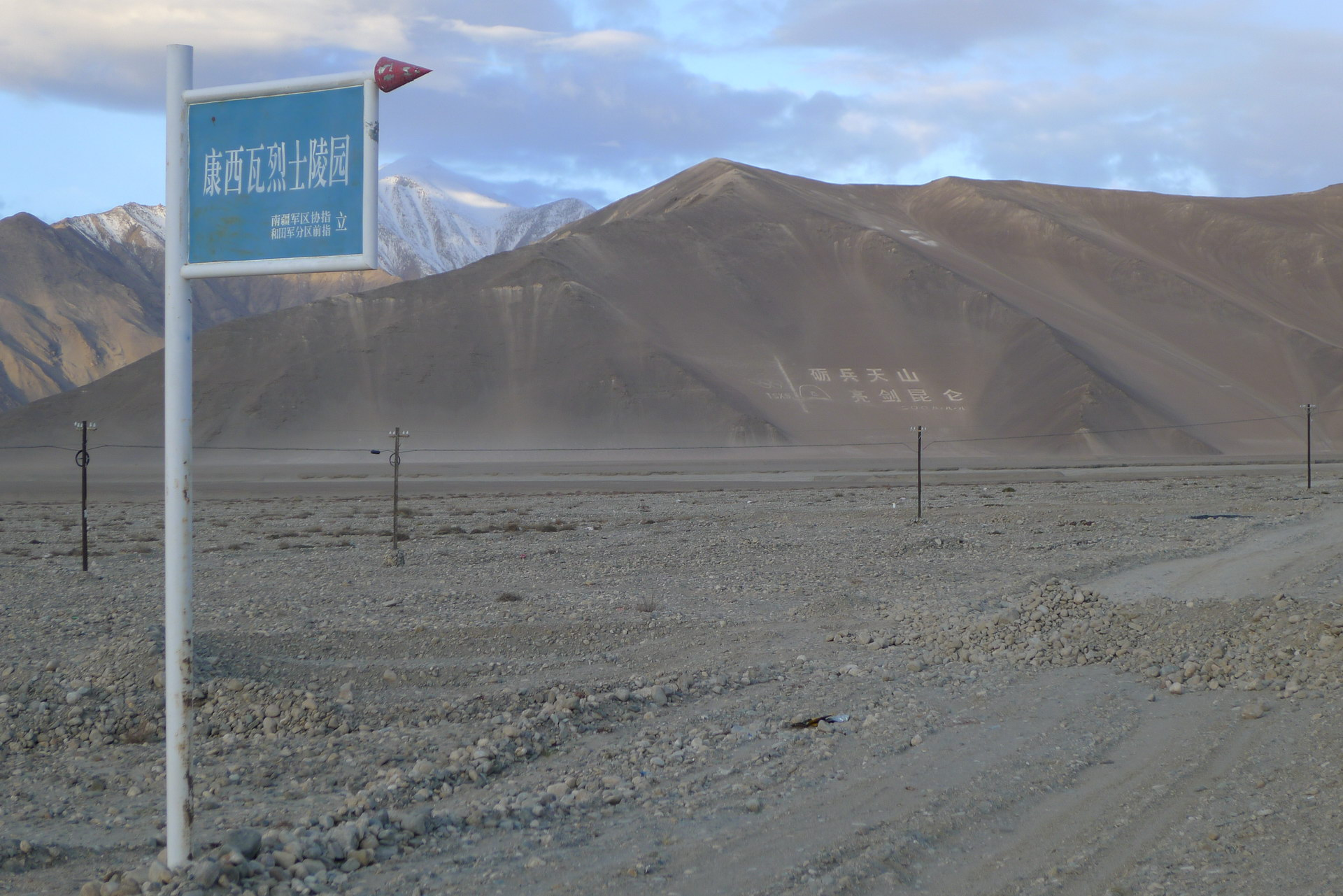
西部崑崙山脈中の黒玉河上流の渓谷